# Zaniewskij Post-II
Zaniewskij Post-II, Zaniewskij Post-2 (ros. Заневский Пост-II) – techniczna stacja kolejowa w miejscowości Zaniewka, w rejonie wsiewołożskim, w obwodzie leningradzkim, w Rosji. Położona jest na linii z petersburskiego Dworca Ładoskiego do Gor. Nie obsługuje ruchu pasażerskiego.